# Alixăndria

Alixăndria (sau Alexăndria) este un celebru roman popular românesc din secolele XVII-XVIII, care narează viața și călătoriile prin niște ținuturi extraordinare ale împăratului Alexandru Macedon.
Este o traducere din limba sârbă a romanului popular „Historia Alexandri Magni regis Macedoniae”, scrisă în grecește prin secolul al III-lea î.Hr. Cea mai veche copie a textului românesc, din 1620, se găsește în ms. 3821 , Codex Neagoeanus, de la Biblioteca Academiei Române. Prima ediție tipărită a apărut la Sibiu, în 1794, în tipografia lui Petru Bart. Este ediția utilizată și de Mihail Sadoveanu în ediția sa din 1909, Istoria marelui împărat Alexandru Macedon, în vremea cînd era cursul lunii 5250 de ani.